# Medmassa postica
Espèce
Medmassa postica est une espèce d'araignées aranéomorphes de la famille des Corinnidae.

## Distribution
Cette espèce est endémique du Tamil Nadu en Inde,. Elle se rencontre dans le district de Kanniyakumari.

## Description
La femelle holotype mesure 6,98 mm.

## Systématique et taxinomie
Cette espèce a été décrite par Kadam, Tripathi et Sankaran en 2024.

## Publication originale
- Sankaran, Kadam & Tripathi, 2024 : « First records of Medmassa Simon, 1887 from India, with the description of two new species (Araneae: Corinnidae). » Zootaxa, no 5433(1), p. 133-143.